# Фрушка-Гора
Фру́шка-Гора́ («Фрушская Гора») — гряда, изолированный кряж, на территории автономного края Воеводина Сербии и Вуковарско-Сремской жупании Хорватии, в историко-географической области Срем. Высочайшие вершины: Црвени-Чот — 539 м, Стражилово — 321 м, Иришки-Венац — 451 м, Велики-Градац — 471 м.
В недавней геологической истории (плиоцен) кряж был островом в Паннонском море.
В 1960 году здесь был создан одноимённый национальный парк площадью 22 тыс. га для охраны уникальных природных и культурных ландшафтов.
Фрушка-Гора — место исторического духовного средоточия сербского народа, важный центр в культурно-историческом наследии Сербии. Здесь прежде было около 30, а к 1941 году — 17 монастырей, ныне же, как туристические и паломнические объекты выделяют 16 частично сохранившихся после Второй мировой войны Фрушскогорских монастырей.
В широколиственных лесах массива Фрушка-Гора есть олени и косули, гнездятся многие птицы, в том числе и такие как белый и чёрный аист, а также орёл могильник, балобан, чёрный коршун и др.

## Галерея

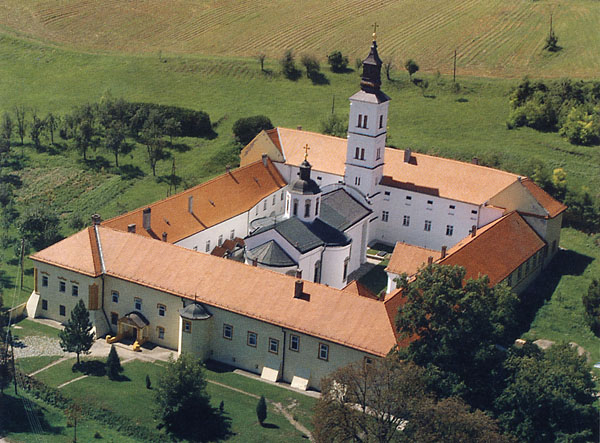
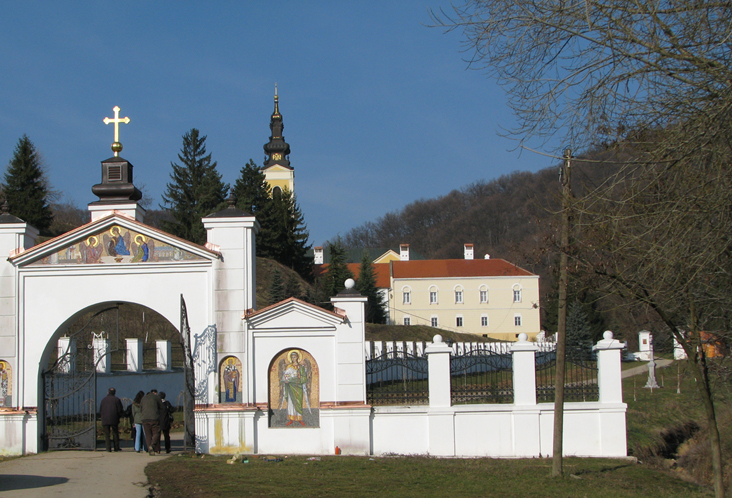
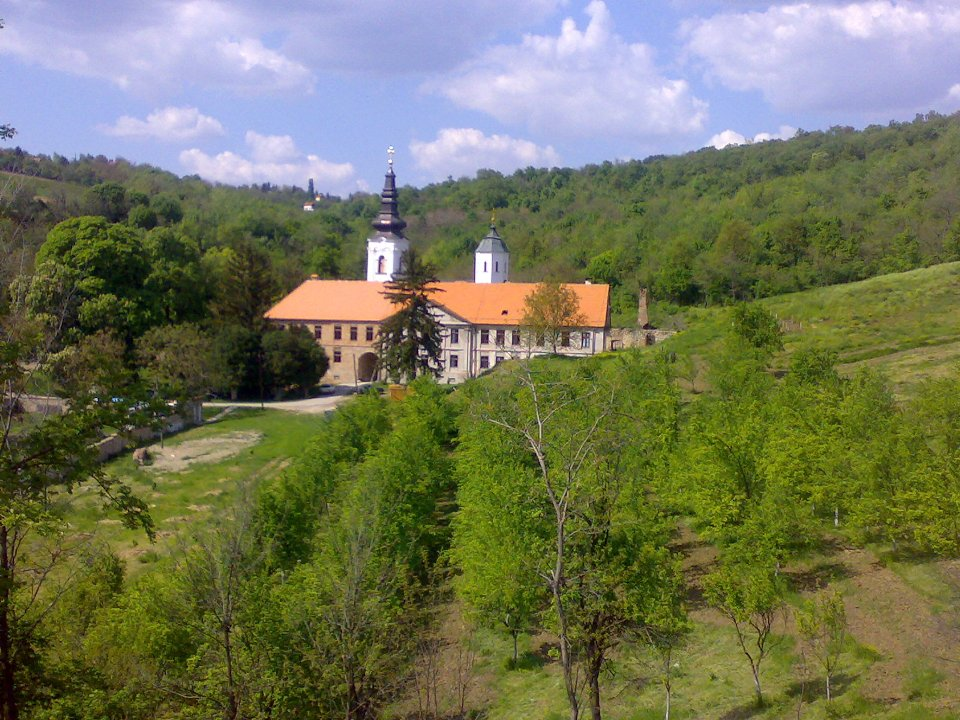
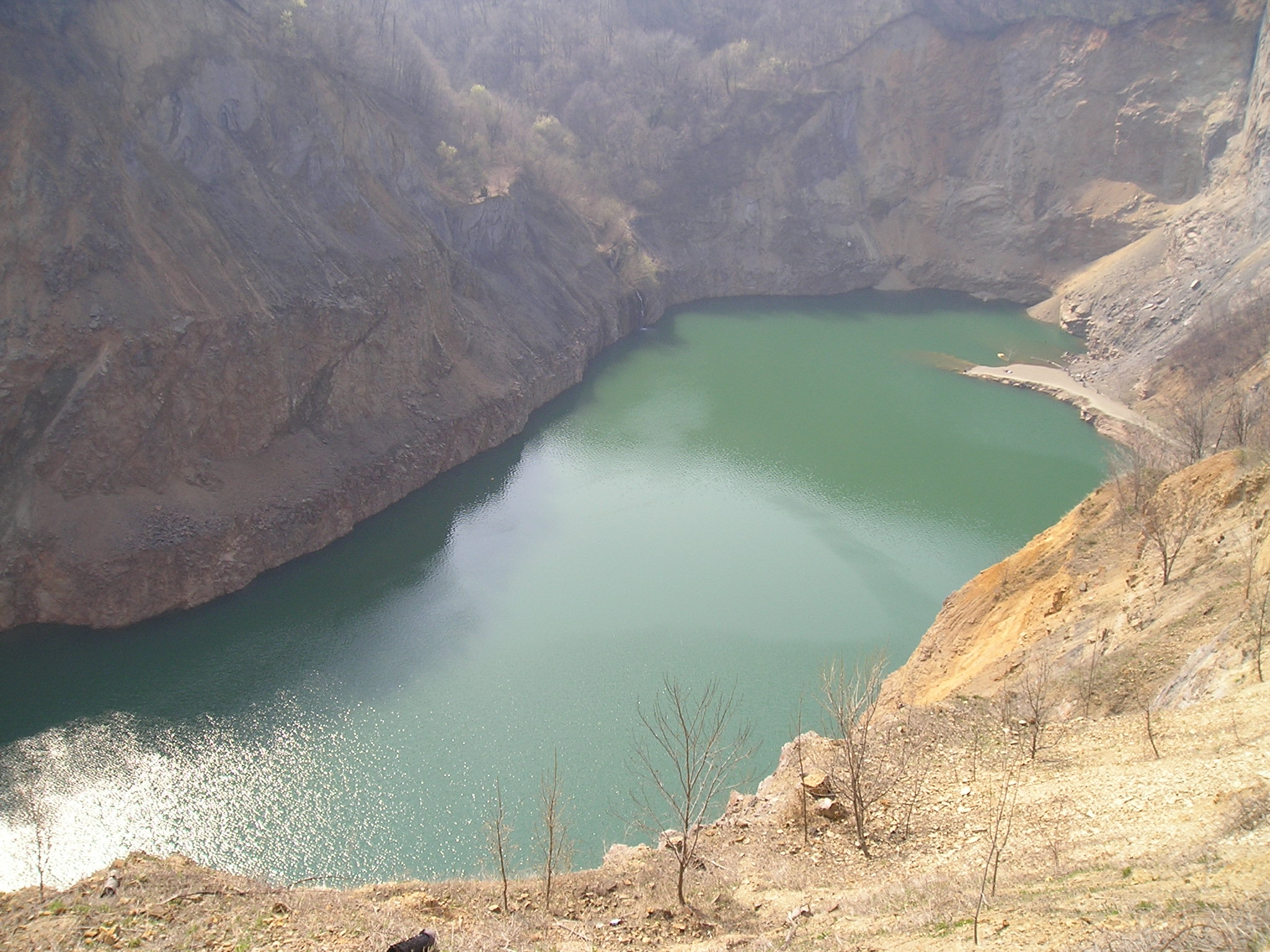